# Videojoc esportiu
Un videojoc d'esport és un gènere de videojocs que simula el joc tradicional de l'esport. Són extremadament populars, i són un gènere comú en els videojocs més venuts.
Cada esport reconegut ha sigut recreat en els videojocs, com pot ser el beisbol, futbol, futbol americà, boxa, cricket, golf, bàsquet, hoquei de gel, tennis, bitlles, rugbi, caça, pesca, etc.
Alguns videojocs donen èmfasi en el joc que s'hi juga en l'esport (com la saga Madden NFL), mentre altres donen èmfasi a l'estratègia que hi ha al darrere de l'esport (com el Championship Manager). Altres satiritzen l'esport amb efectes còmics (com pot ser Arch Rivals). Aquest gènere ha esdevingut popular a través de la història dels videojocs i és extremadament competitiu, com són els esports en el món real.
Un bon nombre de sagues de videojocs posen els noms i característiques d'equips i jugadors reals, i són actualitzats anualment per reflectir els canvis del món real en els següents videojocs (continuacions).
El gènere no s'ha de confondre amb els esports electrònics, ja que s'utilitza per descriure videojocs que no només es busca l'objectiu de divertir sinó a millorar qualitats, guanyar diners o per ser més competitiu en l'esport.

## Història

### Inicis dels videojocs d'esports

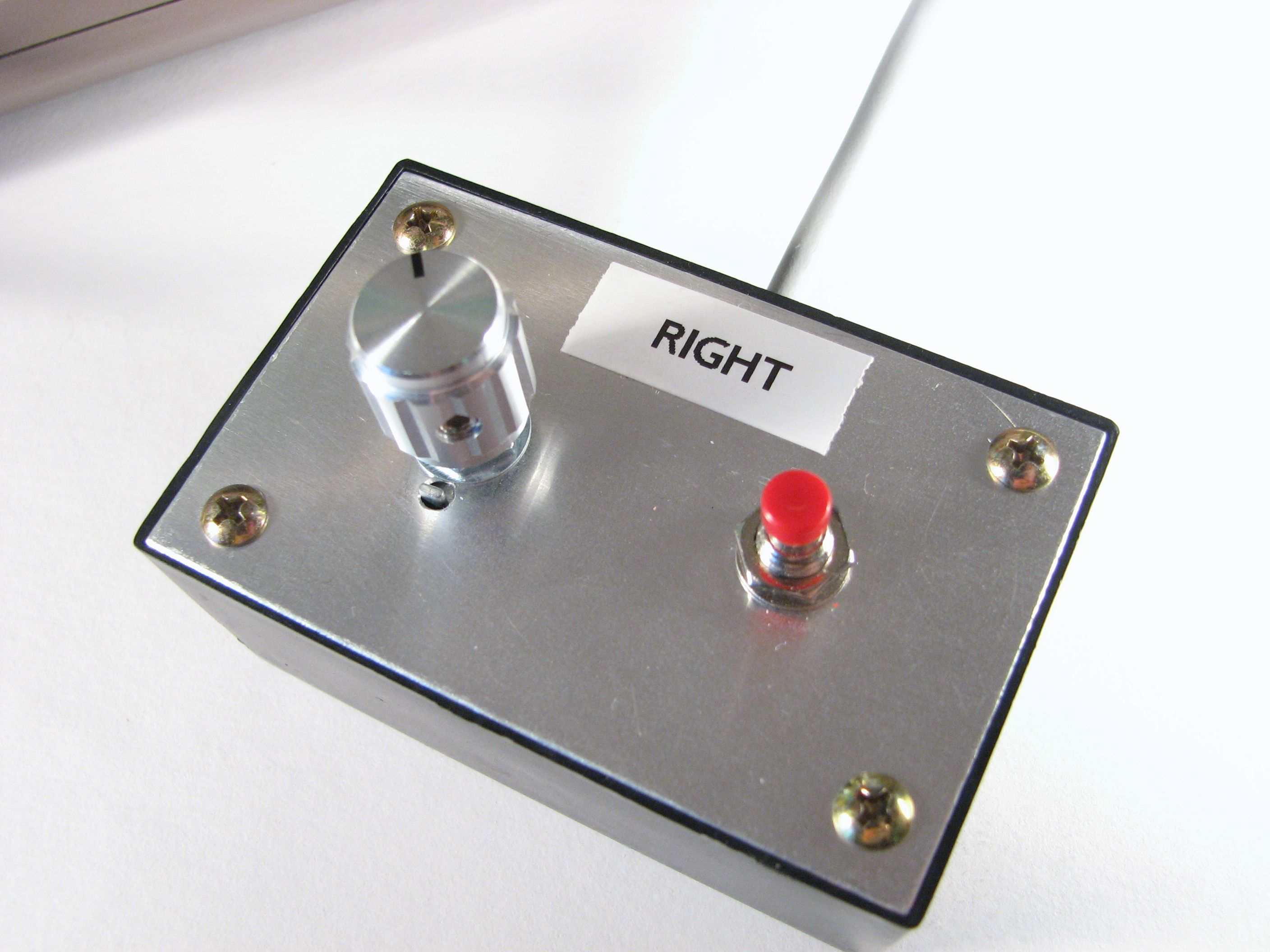
Tennis for Two (Tennis per a dos) - Recreació moderna

Un dels primers videojocs de la història, Tennis for Two (1958), va ser un videojoc esportiu. Els primers videojocs van ser jugats en ordinadors centrals d'universitats sota sistemes que necessitaven molt personal suportats per terminals d'ordinadors. Els dos sistemes més importants eren el PDP-10 de la Digital Equipment i el PLATO System de Control Data Corp. Aquests sistemes no proporcionaven imatge, només text.
Les etapes d'or en els videojocs d'esports van ser:
- Baseball (1971; Escrit per Don Daglow al Pomona College, Baseball va ser el primer videojoc de beisbol, que està ara en el Hall of Fame a Cooperstown, Nova York. En Daglow va continuar la seva carrera i va millorar el joc durant els anys 70, i va servir com a base dels seus propers videojocs, com el Intellivision World Series Baseball (1983, amb l'Eddie Dombrower), Earl Weaver Baseball (1988, també amb en Dombrower), Tony La Russa Baseball (1991 i també el 1996) i el Old Time Baseball (1995).

al final de la dècada dels 1970, els videojocs esportius es van fer famosos entre les màquines recreatives. Algunes de les màquines amb més èxit eren:
- El primer videojoc de curses anomenat Night Driver (1976).

- Atari Golf (1978),

### Dècada dels 1980
Entre el 1980 i el 1984 l'Atari i la Intellivision eren les que tenien les majors campanyes de màrqueting a la televisió promocionant els seus respectius sistemes durant la primera etapa de l'èxit de les consoles. Normalment, Atari es decantava cap a les màquines recreatives i per això venia els seus productes a un baix preu, mentre que la Intellvision de Mattel va tenir un major impacte en els videojocs esportius. El dissenyador de jocs d'esports, George Plimpton va treballar per Intellivision, però va veure que tant l'empresa on estava com Atari hi havia una gran rivalitat de creació de videojocs esportius, ja que ambdues empreses tenen com a mínim un videojoc de beisbol, futbol americà, hoquei, curses de vehicles i futbol. I alguns títols d'aquests anys es poden incloure:
- Activision Tennis (1981)
- Track & Field (1982)
- Pole Position (1982).

El 1983, EA va produir el seu primer videojoc d'esports, el Dr. J and Larry Bird Go One on One per Eric Hammond, que també en va ser el primer a tenir llicència esportiva sobre els noms i aspectes reals d'atletes famosos. Aquest videojoc va tenir també molt d'èxit.
El 1983, Mattel va llançar el videojoc Intellivision World Series Baseball per Don Daglow i Eddie Dombrower, el primer videojoc a utilitzar molts angles de càmera per visualitzar l'acció en joc. La majoria dels jocs visualitzaven totalment el camp de joc, o hi havia una vista superior (top-down) que es veien totes les accions que feien els personatges. Va ser també el primer videojoc esportiu que permetia als jugadors dir paraules (oposadament al text) utilitzant un mòdul de Mattel anomenat Intellivoice. Però va tenir una distribució limitada a causa de la crisi del videojoc de 1983, i avui en dia és un dels cartutxs de Intellivision per a col·leccionistes més cars del mercat.
El 1984, el dissenyador de jocs Scott Orr va crear la GameStar, una empresa publicadora especialitzada en videojocs d'esports per a Commodore 64, i ell va ser nomenat cap de disseny d'aquesta empresa. GameStar va ser una empresa que va tenir molt d'èxit dintre els videojocs d'esports en aquesta època, i Orr va vendre l'empresa a Activision el 1986. Alguns dels títols de l'empresa es poden incloure: 
- On Court Tennis (1984)
- Championship Baseball (1984)
- GFL Championship Football (1985) – Futbol americà
- Star Rank Boxing (1985)
- Gamestar Basketball Association (GBA) Championship Basketball - Two-on-Two (1986)
- Star Rank Boxing II (1987)
- Top Fuel Eliminator (1987)
- Face Off! (1987)

El 1988, EA va llançar Earl Weaver Baseball (també conegut com el EWB) gràcies a Don Daglow i Eddie Dombrower, i va ser el primer videojoc a tenir una acurada qualitat gràfica en l'estil d'acció en el camp de joc. Aquest també va ser el primer a utilitzar un sistema d'intel·ligència artificial (sobre videojocs) per controlar i dirigir un equip de beisbol en aspectes que no tenen relació directe al camp i els jugadors, sinó de direcció. El 1996, la Computer Gaming World va nomenar aquest videojoc en la posició #25 de la llista dels 150 Millors Videojocs de Tots els Temps, el segon amb més èxit dins dels videojocs d'esports ranking en el període de 1981-1996 (després del FPS Sports Football).
El 1989, Anco va publicar el Kick Off, i ràpidament va ser considerat com el pioner dels videojocs de futbol per les seves originals característiques.

### Dècada de 1990
Sistemes de 16 bits
La Creació d'EA Sports -- El 1989, el productor d'EA Richard Hilleman va ser contractat per Scott Orr de Gamestar per redissenyar el John Madden Football, que llavors era un deplorable videojocs Apple II, i es volia fer una nova versió per la Sega Genesis. Orr i Hilleman, junts van crear un videojoc que avui en dia coneixem com a Madden Football, el títol més venut de tota la història dels videojocs a l'Amèrica del Nord. Aquests videojocs donen èmfasi a un videojoc cara-a-cara de dos jugadors amb una intuïtiva interfície i total control sobre els personatges. Quan va sortir el primer videojoc de la saga, de seguida va tenir molt èxit.
Orr va estar amb EA totalment a partir del 1991 després de l'èxit del Madden amb la Genesis, i va començar una dècada de la seva carrera quan personalment supervisava la producció del Madden Football. Durant aquest temps, Hilleman, Orr i els seus equips d'EA també van crear els èxits següents per a EA Sports, i cada saga han sigut actualitzats anualment:
- NHLPA Hockey
- NCAA Football
- Andretti Racing
- NASCAR Racing (després es va anomenar NASCAR Thunder)
- Knockout Kings

El Sensible Soccer de Sensible Software (1992) encara es recorda també avui en dia de l'èxit que va tenir. En l'època dels 16 bits també es va veure el llançament de moltes franquícies d'esports d'EA Sports, incloent-hi la del FIFA, NHL, NBA Live i la del Madden NFL.
Sistemes de 32 / 64 bits
L'arribada de la PlayStation de Sony i les targetes gràfiques de 3D i els ordinadors va permetre als videojocs esportius endinsar-se al món tridimensional. Actua Soccer va ser el primer videojoc de futbol a utilitzar un motor en 3D.
Als ordinadors
- El 1995 Sierra va llançar el FPS Sports Football. L'any següent la Computer Gaming World va nomenar aquest videojoc en la posició #12 a la llista dels 150 Millors Videojocs de Tots els Temps, el major rànquing que ha obtingut un videojoc esportiu durant el període de 1981-1996.

### Els grans negocis generats per aquest gènere
El 13 de desembre de 2004, Electronic Arts va començar a comprar drets exclusius de diferents organitzacions esportives, començant amb la de futbol americà, la NFL. Al gener de l'any següent, es va demanar els drets de l'AFL i les llicències de la ESPN. Això va agafar de sopresa a Sega, l'anterior propietari dels drets de la ESPN, qui van afectar els drets de la NFL d'EA. Com que el mercat del futbol va ser ràpidament près per EA, Take-Two Interactive va respondre entenent-se amb la Major League Baseball Players Association i signant drets exclusius per aquesta associació de jugadors de beisbol.; uns drets que no van ser restrictius, com els projectes que encara estan damunt la taula. La NBA va signar amb diferents empreses, però no s'ha declinat a una empresa en concret, ja que va signar les llicències amb Electronic Arts, Take-Two Interactive, Midway Games, Sony i Atari. A l'abril, EA compra els drets exclusius del futbol de la NCAA.

## Tipus

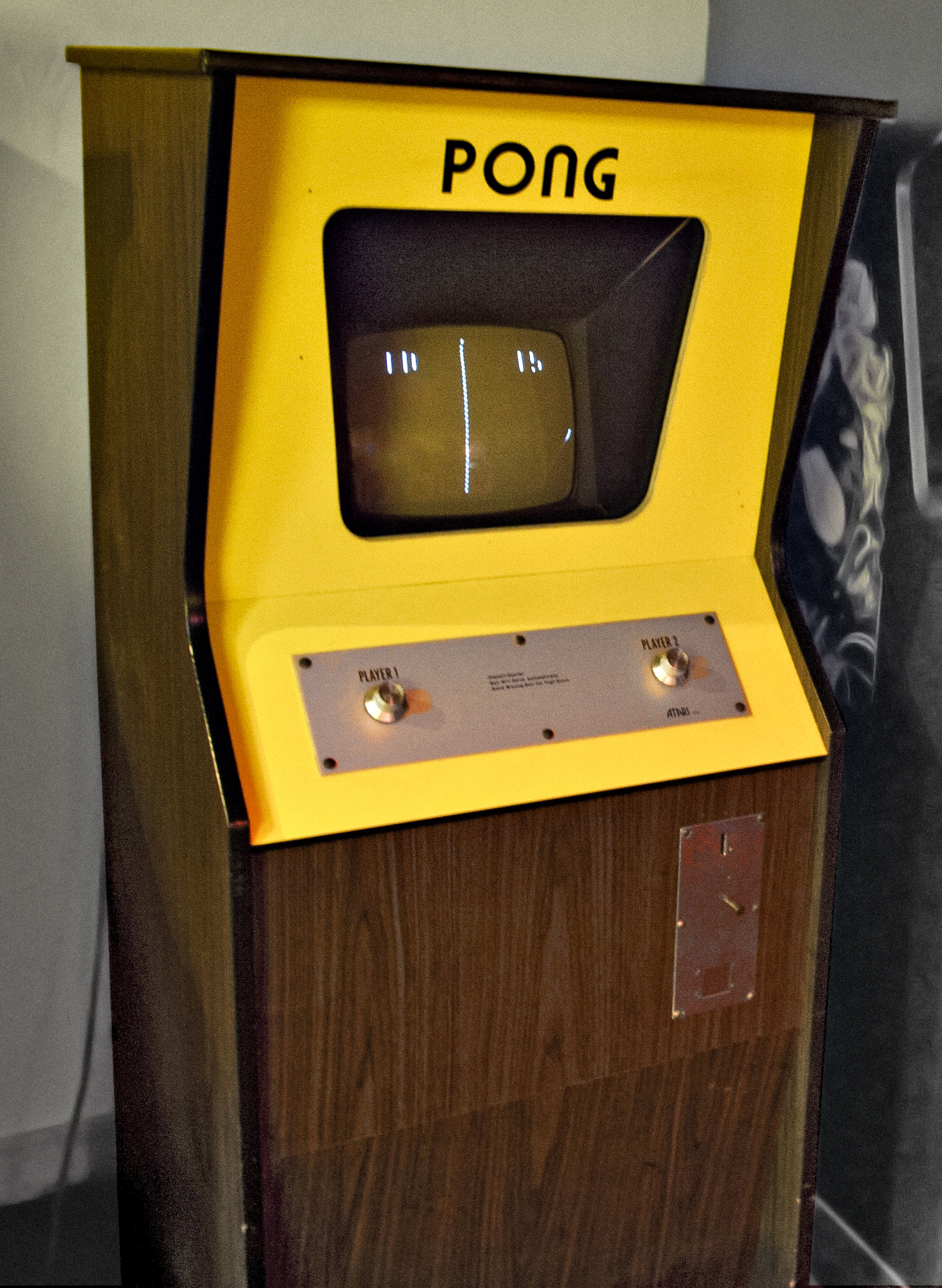
Màquina recreativa d'un dels primers videojocs esportius, el PONG

### Màquina recreativa (arcade)
Els videojocs d'esports han sigut populars en les màquines recreatives. L'objectiu principal dels videojocs d'esports en les màquines recreatives és normalment obtenir un high score. L'estil recreatiu de joc és generalment més no-realístic i s'especialitza a treure una major experiència de jugabilitat. Alguns exemples poden ser les sagues NFL Blitz i NBA Jam.

### Simulació
En comparació als videojocs d'esports recreatius, l'estil de simulació de joc és normalment més real als esports que s'emula en la vida real. Alguns exemples es poden incloure les sagues Madden NFL i NBA Live.

### Direcció i/o mànagers
Els videojocs d'esports de direcció o estratègia deixen que els jugadors agafin el rol d'un entrenador d'equip. Com en els videojocs de fantasia sovint es juga en línia contra altres jugadors, els videojocs de mànagers normalment deixa que el jugador jugui contra la intel·ligència artificial controlant a equips. Els jugadors han de prendre una estratègia, tàctica, moviments i assumptes financers.
Els jocs mànager se centren més en tot el que rodeja l'esport que en jugar els partits directament. En aquest tipus de jocs l'usuari ha de controlar molts aspectes que normalment no s'associen directament a l'esport sinó més aviat a una empresa. L'usuari ha de controlar les finances, els empleats, remodelacions i millora de les instal·lacions, els patrocinis i d'altres.

### Fantasia
Un esport de fantasia és videojoc on la fantasia crea un equip que competeix amb altres equips basats en les estadístiques de jugadors o equips d'un esport professional. La fantasia també es refereix a videojocs d'esports ficticis, vegeu L'element de fantasia més avall.

## Videojocs i esports televisats
Cada cop més els videojocs han tingut una gran presència a la televisió, i els partits televisats en els videojocs d'esports. A més a més, dels esports televisats, com el futbol o el bàsquet, els videojocs d'aquests tipus han de tenir unes vistes, càmeres o perspectives a l'estil Madden per poder cobrir totes les accions que es produeixen al camp de joc, i el gran realisme d'aquests fa que sigui estreta la línia entre fantasia i realitat. Els comentaristes dels partits, com se sol sentir quan es juga als videojocs de la saga FIFA o la del Madden Football fan que s'augmenti el realisme com si es tractés d'un partit real retransmès per televisió. Malgrat que també es pot veure reflectit en altres gèneres dels videojocs, els d'esports són exemples importants del realisme en televisió o cinema.

## Actualitat dels videojocs d'esports
enllaç=https://fr.wikipedia.org/wiki/Fichier:Nintendo_Switch_Fifa_18_(36712088131).jpg|miniatura|FIFA18, una de les sagues clàssiques del videojoc esportiu
El gènere esportiu està dominat per EA Sports i 2K Sports, que tenen les llicències oficials de les lligues més importants. Les franquícies d'EA es poden incloure la del FIFA, la del NBA Live, Madden Football, NASCAR i la de Tiger Woods. Tots aquests videojocs es basen lligues, competicions i jugadors reals. Aquests videojocs continuen venent-se malgrat que aquest tipus de línies de productes tenen tan sols un any o temporada de vida comercial compatible, malgrat tenir també moltes bones crítiques. La saga d'EA Games Need for Speed continua sent la saga més venuda del gènere de curses, malgrat no basar-se en una llicència.
Amb la dominació d'EA Sports, el mercat és difícil d'accedir per part d'una altra empresa; competint amb els títols esmentats més amunt, amb l'excepció dels videojocs de curses, ja que altres empreses poden competir més en aquest. One of the most notable exceptions is Konami's ISS Evolution Soccer series, which is often hailed as an alternative to the FIFA series, but does not contain as many licensed teams, players, kits, or competitions. Racing games, due to the variation that the sport can offer in terms of tracks, cars and styles, offer more room for competition and the selection of games on offer has been considerably greater. Sports management games, while not as popular as they used to be, live on through small and independent software development houses. Management titles today have transitioned to the very popular fantasy sports leagues, which are available through many websites such as Yahoo.
Nintendo ha intentat donar impacte en el mercat dels videojocs d'esports amb títols relacionats amb la saga Mario, com el Super Mario Strikers i Mario Tennis. Aquests títols han tingut un èxit respectat, però només estan disponibles per a les videoconsoles de Nintendo, la GameCube, la Nintendo 64 o la Wii; com el títol del 2006 de Wii anomenat Wii Sports, que s'utilitza el controlador de Wii per simular el moviment, per exemple: una raqueta de tennis.

## L'element de fantasia
Alguns videojocs estan basats en esports ficticis, normalment amb un entorn de fantasia o de ciència-ficció. Un dels exemples més importants d'això pot ser la saga Speedball; Speedball 2 va ser un èxit rotund, particularment per la Commodore Amiga. Amb algunes semblances a l'Handbol, el videojoc introdueix un gran nombre de característiques futurístiques que es veu reflectit en la manera de jugar. En el videojoc, es permet la brutalitat, es considera legal i acceptable batre oponents amb pilotes de metall. Hi ha una llarga llista de videojocs d'esports que també s'interposa la ciència-ficció, però el subgènere que ha tingut més èxit ha sigut les curses amb vehicles. El F-Zero, és el més famós del gènere de curses futurístiques, i va tenir diverses continuacions.
A number of games introduce fantasy elements to existing sports, subtle or otherwise, to add comedic effect to a game, such as Brutal Sports Football, released by Millennium in 1992. Like Speedball, the game was inspired by American football, but placed a larger focus on injuring, maiming, and even killing opponents. It is possible to win a match by simply decapitating the entire opposing team.
In some titles contained within this extended genre, the fantasy element is less prominent, particularly in titles such as Ready 2 Rumble and Outlaw Golf — games that, while strategically true to the sport, introduce comedy elements that would not realistically be seen in a serious simulation. For example, in Outlaw Golf, the choice of characters includes a stripper, a rapper, a Latin American Casanova-style figure and a mad scientist. Golf balls leave trails of smoke and fire when hit hard and the game features an over-enthusiastic and sarcastic commentator.

## Videojocs importants per tipus

### Esports en equip
Beisbol – PDP-10 Baseball, Intellivision World Series Baseball, Hardball, Earl Weaver Baseball, RBI Baseball, MVP Baseball, Tony La Russa Baseball, All-Star Baseball, Triple Play series, Baseball Mogul, High Heat Baseball, saga MLB 2K
Bàsquet
- NBA – NBA Live (saga de videojocs), NBA 2K
- NCAA – Saga NCAA March Madness, Saga College Hoops 2K
- FIBA – Charazay Basketball Manager
- Altres – NBA Street, NBA Jam, One on One: Dr. J vs. Larry Bird, Omni-play Basketball (també conegut com a Magic Johnson's MVP)

Criquet – Saga Brian Lara Cricket, Cricket 07, EA Sports Cricket 2005, Allan Border's Cricket, Shane Warne Cricket, Ian Botham's Cricket, Cricket 2004
Dodgeball – Super Dodge Ball, Super Dodge Ball Advance
Futbol americà
- NFL – ESPN NFL Football (saga NFL 2K), Madden NFL, Tecmo Super Bowl
- AFL - Arena Football: Road to Glory
- NCAA – saga NCAA Football
- Futbol australià – AFL Live Premiership Edition
- Altres - Saga NFL Street

Futbol – Hattrick, PC Fútbol, FIFA, Winning Eleven, Pro Evolution Soccer, International Superstar Soccer, Sensible Soccer, Kick Off, Virtua Striker, Actua Soccer, Football Manager, Championship Manager
Hoquei – NHL series, Blades of Steel, Ice Hockey, SuperStar Ice Hockey, Faceoff!, Actua Ice Hockey, NHL 2K
Lacrosse – Blast Lacrosse, Brine Lacrosse
Rugbi – EA Sports Rugby 2005, M.U.D.S., Australian Rugby League
Voleibol – Dead or Alive Xtreme Beach Volleyball, Kings of the Beach, Power Spike Pro Beach Volleyball, Summer Heat Beach Volleyball, Beach Spikers

### Esports d'u-contra-u (o pocs més)

#### Esports de combat
Boxa – Punch-Out!!, Knockout Kings, Fight Night, Wii Sports
Karate (estil de torneig) – Karate Master, Yi-ar Kung Fu, World Karate Championship
Lluita ultimate – Ultimate Fighting Championship
Lluita lliure
- Arm Wrestling – Arm Wrestling
- Professional Wrestling – WWE SmackDown!, M.U.S.C.L.E., Galactic Wrestling: Featuring Ultimate Muscle

#### Esports amb raqueta
Badminton – Super Dynamix Badminton
Tennis taula o Ping-pong – Pong, Konami's Ping Pong, Rockstar Games presents Table Tennis
Tennis – Virtua Tennis, Top Spin Tennis, Tennis Arena, Wii Sports

Escena del joc indie Alto's Adventure.

### Competicions en general

#### Curses
Curses de cotxes
- NASCAR – NASCAR (saga de videojocs) (Llites de videojocs de diferents publicadors)
- Motorcycle racing – Moto Racer
- Motocross – Motocross Madness, Motocross, Racing Destruction Set, Excitebike
- De tot terreny – ATV Offroad Fury

Curses de llanxes i altres vehicles aquàtics
- Boat racing – Hydro Thunder
- Jet-ski Racing – Wave Race 64

Curses d'avions
- Aircraft racing – Gee Bee Air Rally
- Aerobatics – AeroWings

Curses de cavalls – Quarterpole, Sport of Kings (també conegut com a Omni-play Horse Racing), G1 Jockey 3, Track King
Curses o competicions amb bicicleta
- BMX (bicicleta) – Dave Mirra's BMX Biking, Mat Hoffman Pro BMX, BMX XXX
- Curses amb unicicle – Uniracers

#### Videojocs d'esdeveniments importants/Jocs Olímpics
Jocs Olímpics d'Hivern
- Jocs Olímpics d'hivern de 1994 – Winter Olympics: Lillehammer 94 (descens, eslàlom súper gegant, eslàlom gegant, eslàlom, bob, luge, acroesquí, salt d'esquí, biatló, patinatge velocitat)
- Jocs Olímpics d'hivern de 1998 – Nagano Winter Olympics '98 (patinatge, esquí alpí, luge, bob, cúrling, surf de neu)
- Jocs Olímpics d'hivern de 2002 – Salt Lake 2002 (esquí alpí, patinatge velocitat, acroesquí, bob, surf de ne)
- Jocs Olímpics d'hivern de 2006 – Torino 2006 (luge, bob, biatló, patinatge velocitat, salt d'esquí, esquí alpí, esquí nòrdic)
- Altres – Jocs d'Hivern, The Games: Winter Challenge

Jocs Olímpics d'Estiu
- Jocs Olímpics d'estiu de 1992 – Olympic Gold (atletisme, natació, salt de trampolí)
- Jocs Olímpics d'estiu de 1996 – Olympic Summer Games (atletisme), Olympic Games: Atlanta 1996, (atletisme, esgrima, tir, halterofília, tir amb arc)
- Jocs Olímpics d'estiu de 2000 – Sydney 2000 (atletisme, tir, halterofília, natació, salt de trampolí, piragüisme)
- Jocs Olímpics d'estiu de 2004 – Athens 2004 (atletisme, natació, gimnàstica, halterofília, tir, tir amb arc)
- Jocs Olímpics d'estiu de 2008 – Mario & Sonic at the Olympic Games
- Altres – World Class Track Meet, Hyper Olympics, Crash and the Boys Street Challenge, Summer Games

Més esdeveniments –
Jocs californians (Halfpipe, Footbag, Surfing, Roller Skating, BMX, Flying Disc)
Jocs californians 2 (Hang gliding, Jet ski, Snowboarding, Bodysurfing, Skateboarding),
Coleco Telstar Marksman (Skeet, Target, Tennis, Hockey, Handball, Jai alai)

#### Esports de punts
Billar – Virtual Pool, Jimmy White's Whirlwind Snooker, Pool Challenge
Bitlles – King Pin, 10th Frame Bowling, PBA Bowling, Brunswick Circuit Pro Bowling, Bowling Evolution, Wii Sports
Dards – World Darts, Bully's Sporting Darts
Pesca – Sega Bass Fishing, Gone Fishin', BassTour, BassDuel, Reel Fish'n,Trophy Bass
Golf – Nintendo Golf, World Tour Golf, Links 386 Golf, Tiger Woods PGA Tour, Golden Tee, Outlaw Golf, Hot Shots Golf, Shot-Online
Caça – Duck Hunt, Ultimate Duck Hunting, Big Buck Hunter, Safari Hunt, Deer Hunter
Paintball – Ultimate Paintball, Greg Hastings Tournament Paintball MAX'D
Tir competitiu – Trap Shooting, Duck Hunt, Clay Pigeon

#### Esports extrems
Skateboarding – Tony Hawk's Pro Skater, Skate, Skate or Die!
Esquí/Snowboarding – SSX, Amped, Ski or Die, Massive Snowboarding
Surf – Kelly Slater's Pro Surfer, Surf Ninjas
Wakeboarding – Wakeboarding Unleashed featuring Shaun Murray

#### De cartes
Pòquer – Pokerstars.net, World Series of Poker